# Fayçal Fajr
Fayçal Fajr (Rouen, Alta Normandía, Francia, 1 de agosto de 1988) es un futbolista francés nacionalizado marroquí. Juega de centrocampista y su equipo es el Al-Taawoun F. C. de la Liga Profesional Saudí. También es internacional absoluto con la selección de Marruecos.

## Carrera

### Inicios de su carrera
Nació en la ciudad de Rouen y comenzó su carrera con el club local amateur de Sottevillais Cheminots. En 2000, se unió a la cantera del club profesional de Le Havre. Después de tres años, Fajr fue puesto en tipo libre del club después de haber dicho que carecía de los requisitos físicos para quedarse. Él, posteriormente, regresó a su casa para unirse al equipo de su ciudad de Rouen. Fajr pasó dos años en el club y, en 2005, firmó un contrato con el CMS Oissel. Con Oissel, jugó en el Championnat de France amateur 2, la quinta división del fútbol francés.

### ES Fréjus
Después de dos temporadas jugando en el equipo profesional de Oissel, en 2008, Fajr subió una división al firmar con el Étoile Fréjus Saint-Raphaël, entonces conocido como ES Fréjus. En su primera temporada con el club, apareció en 29 partidos anotando cuatro goles. Fréjus terminó en segundo lugar en su grupo, pero sin embargo, debido a la Direction Nationale du Contrôle de gestión (Dirección Nacional de Control de Gestión) (DNCG) impuso sanciones a varios clubes en el Championnat National, por lo que al club se le dio el pase a la tercera división. Después de jugar principalmente como suplente en su temporada inaugural con el club, Fajr se convirtió en titular en la primera temporada del club en Tercera. Apareció en 29 partidos de liga y el club acabó en el noveno puesto en la tabla. En su última temporada con el club, Fajr se convirtió en fabricante de juego principal del club. Él fijó récords personales en apariciones (34) y goles (8). Fréjus terminó la campaña en el sexto lugar.

### SM Caen
Después de una exitosa campaña en Fréjus, Fajr estaba relacionado con varios clubes profesionales, sobre todo Niza, Dijon, Lens, y Reims. El 18 de julio de 2011, se confirmó que se uniría al club de Caen en la Ligue 1 con un contrato de tres años. La transferencia se completó al día siguiente. A Fajr le fue asignada la camiseta número 29 y al mismo tiempo hizo su debut profesional con el club el 28 de agosto en un partido de Liga contra el Stade Rennes. Tres días más tarde, en la Copa de la Liga en un partido contra el Brest, marcó su primer gol con el Caen en la victoria por 3-2. Caen descendió a la Ligue 2 en su primera temporada, pero él los ayudó a regresar dos temporadas más tarde. En la temporada 2013-14, marcó 8 goles en 35 partidos y Caen fue ascendido a la primera división de la Ligue 1.

### Elche CF
El 24 de junio de 2014, Fajr pagó su cláusula y completó el paso a la Primera División de España con el Elche CF. Debuta con su nuevo club en la primera jornada de Liga entrando como suplente en la derrota por 3-0 ante el FC Barcelona en el Camp Nou.
Tras una difícil adaptación, en el que le costó hacerse con la titularidad en el equipo de Fran Escribá, acaba el año como uno de los más destacados, dando asistencias al goleador Jonathas de Jesus. El 11 de enero de 2015 anota su primer gol con la camiseta franjiverde en una victoria importante ante el Athletic Club (1:2). Sin embargo, la siguiente semana vería su primera tarjeta roja, en una derrota en casa ante el F. C. Barcelona.
Finalmente se asentó como titular indiscutible, y el equipo logró la permanencia sin apenas apuros por una temporada más.

### Deportivo de La Coruña

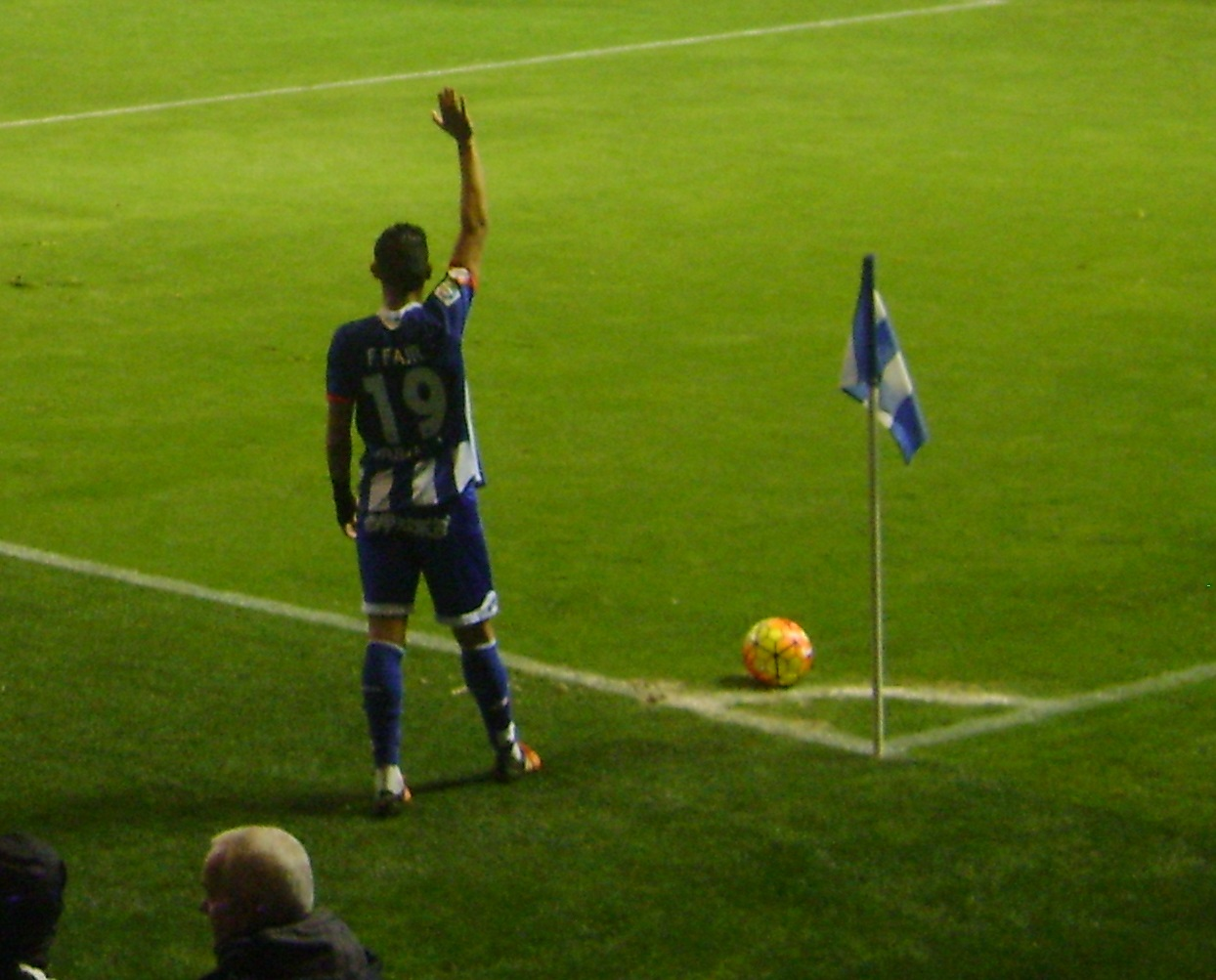
Fayçal Fajr se dispone a efectuar un saque de esquina.

En agosto de 2015 es fichado por el Deportivo de La Coruña también de la Primera española, tras el descenso administrativo a Segunda División del Elche C. F. por impagos. 
Debuta en la primera jornada de liga en Riazor como titular contra la Real Sociedad con empate a cero, siendo uno de los más destacados del partido. Se consagra como una pieza clave en los esquemas de Víctor Sánchez, y el 24 de septiembre de 2015 consigue su primer gol con el Deportivo contra el Real Betis, dándole la victoria a su equipo por 1-2. El 3 de octubre, anotaría otro gol ante el Granada C.F. (1:1) tras llegar desde la segunda línea libre de marca.
Finalmente jugó todos los partidos de liga (38), en los que anotó 5 goles y dio 6 asistencias, siendo uno de los más destacados. Además, debido a que el Elche no consiguió el ascenso pasó a ser propiedad del Dépor a todos los efectos hasta 2018.

### Getafe CF
Tras una segunda mala campaña en el Dépor, rescinde su contrato con el cuadro herculino y firma libre por el Getafe Club de Fútbol para las dos siguientes temporadas. 
Debuta en la primera jornada de liga como titular ante el Athletic Club, en un empate sin goles. En la novena jornada anota su primer gol tras una certera volea en un empate a uno ante el Levante Unión Deportiva. Completa una gran temporada, encajando perfectamente en los planes del técnico José Bordalás y siendo un fijo en el centro del campo junto con Markel Bergara y Mauro Arambarri en una temporada en la que el Getafe acabó 8.º

### Vuelta al Caen
El 3 de agosto de 2018, el Getafe anunció que el jugador dejaba de pertenecer al conjunto azulón tras llegar a un acuerdo con el SM Caen para su traspaso, motivado por motivos familiares. En su regreso al equipo francés, Fajr fue el más destacado (jugó todos los partidos y anotó 5 goles) de una temporada que acabó con el descenso del equipo a la Ligue 2.

### Vuelta a Getafe
Tras el descenso del Caen a la segunda francés, Faycal siempre expresó su deseo de volver al Getafe para coincidir de nuevo con Bordalás, hecho que se confirmó oficialmente el 1 de agosto de 2019 (justo un año después de su salida) pagando cerca de 2 millones de euros al Caen y con un contrato por dos temporadas.

## Selección nacional
El 4 de noviembre de 2015, gracias a su inicio de Liga con el Deportivo de La Coruña, es convocado por primera vez en su carrera con la selección absoluta de Marruecos para disputar dos partidos. Fue convocado para disputar la Copa Mundial de Fútbol de 2018 en Rusia. Marruecos acabó eliminada en la primera fase, aunque Fajr se fue del Mundial con una asistencia de gol en el partido que les enfrentó a España (2-2). 

## Estadísticas
Actualizado al último partido jugado el 19 de mayo de 2018.

| Club          | Temporada     | Liga  | Liga  | Copas nacionales | Copas nacionales | Torneos internacionales | Torneos internacionales | Otros | Otros | Total | Total |
| Club          | Temporada     | Part. | Goles | Part.            | Goles            | Part.                   | Goles                   | Part. | Goles | Part. | Goles |
| ------------- | ------------- | ----- | ----- | ---------------- | ---------------- | ----------------------- | ----------------------- | ----- | ----- | ----- | ----- |
| Fréjus        | 2008–09       | 29    | 4     | 1                | 0                | —                       | —                       | —     | —     | 30    | 4     |
| Fréjus        | 2009–10       | 30    | 1     | 1                | 0                | —                       | —                       | —     | —     | 31    | 1     |
| Fréjus        | 2010–11       | 32    | 7     | 2                | 1                | —                       | —                       | —     | —     | 34    | 8     |
| Total         | Total         | 91    | 12    | 4                | 1                | —                       | —                       | —     | —     | 95    | 13    |
| Caen          | 2011–12       | 13    | 0     | 4                | 1                | —                       | —                       | —     | —     | 17    | 1     |
| Caen          | 2012–13       | 30    | 3     | 4                | 2                | —                       | —                       | —     | —     | 34    | 5     |
| Caen          | 2013–14       | 35    | 8     | 4                | 2                | —                       | —                       | —     | —     | 39    | 10    |
| Total         | Total         | 78    | 11    | 12               | 5                | —                       | —                       | —     | —     | 90    | 16    |
| Elche         | 2014–15       | 34    | 1     | 4                | 0                | —                       | —                       | —     | —     | 38    | 1     |
| Total         | Total         | 34    | 1     | 4                | 0                | —                       | —                       | —     | —     | 38    | 1     |
| Deportivo     | 2015–16       | 38    | 5     | 3                | 0                | —                       | —                       | —     | —     | 41    | 5     |
| Deportivo     | 2016–17       | 24    | 0     | 1                | 0                | —                       | —                       | —     | —     | 25    | 0     |
| Total         | Total         | 62    | 5     | 4                | 0                | —                       | —                       | —     | —     | 66    | 5     |
| Getafe        | 2017–18       | 31    | 1     | 2                | 0                | —                       | —                       | —     | —     | 33    | 1     |
| Total         | Total         | 31    | 1     | 2                | 0                | —                       | —                       | —     | —     | 33    | 1     |
| Caen          | 2018–19       | 36    | 5     | 4                | 0                | —                       | —                       | —     | —     | 40    | 5     |
| Total         | Total         | 36    | 5     | 4                | 0                | —                       | —                       | —     | —     | 40    | 5     |
| Total carrera | Total carrera | 332   | 35    | 30               | 6                | 0                       | 0                       | 0     | 0     | 362   | 41    |

## Clubes

### Categorías inferiores
| Club                 | País    | Año       |
| -------------------- | ------- | --------- |
| Sotteville-lès-Rouen | Francia | 1994-2000 |
| Le Havre A. C.       | Francia | 2000-2003 |
| Oissel               | Francia | 2003-2005 |

### Carrera profesional
| Club                         | País           | Año       | Partidos (goles) |
| ---------------------------- | -------------- | --------- | ---------------- |
| Oissel                       | Francia        | 2006-2008 | 20 (4)           |
| Fréjus Saint-Raphaël         | Francia        | 2008-2011 | 95 (13)          |
| S. M. Caen                   | Francia        | 2011-2014 | 90 (16)          |
| Elche C. F.                  | España         | 2014-2015 | 38 (1)           |
| R. C. Deportivo de La Coruña | España         | 2015-2017 | 66 (5)           |
| Getafe C. F.                 | España         | 2017-2018 | 33 (1)           |
| S. M. Caen                   | Francia        | 2018-2019 | 40 (5)           |
| Getafe C. F.                 | España         | 2019-2020 | 16 (0)           |
| Sivasspor                    | Turquía        | 2020-2022 | 83 (9)           |
| Al-Wehda Club                | Arabia Saudita | 2022-2024 | 67 (8)           |
| Al-Taawoun F. C.             | Arabia Saudita | 2024-     | 43 (0)           |

## Palmarés

### Títulos nacionales
| Título          | Club      | País    | Año  |
| --------------- | --------- | ------- | ---- |
| Copa de Turquía | Sivasspor | Turquía | 2022 |